# Avenue des Capucines (Schaerbeek)
Pour les articles homonymes, voir Avenue des Capucines.
L'avenue des Capucines (en néerlandais : Kapucijnbloemenlaan) est une avenue bruxelloise de la commune de Schaerbeek qui va du boulevard Lambermont à l'avenue Gustave Latinis en passant par la rue des Mimosas.
C'est une avenue parallèle à l'avenue des Glycines. Elle fait partie du quartier des fleurs.

## Histoire et description
Les capucines sont des plantes herbacées de la famille des Tropaéolacées originaires d'Amérique.
On les retrouve du sud du Mexique jusqu'en Patagonie.
La numérotation des habitations va de 1 à 45 pour le côté impair, et de 4 à 36 pour le côté pair.

## Adresse notable
- no 7 : maison de repos Cap Senior

## Voies d'accès
- arrêt Louis Bertrand du tram 7
- arrêt Louis Bertrand du bus 66